# Inter Electrónica

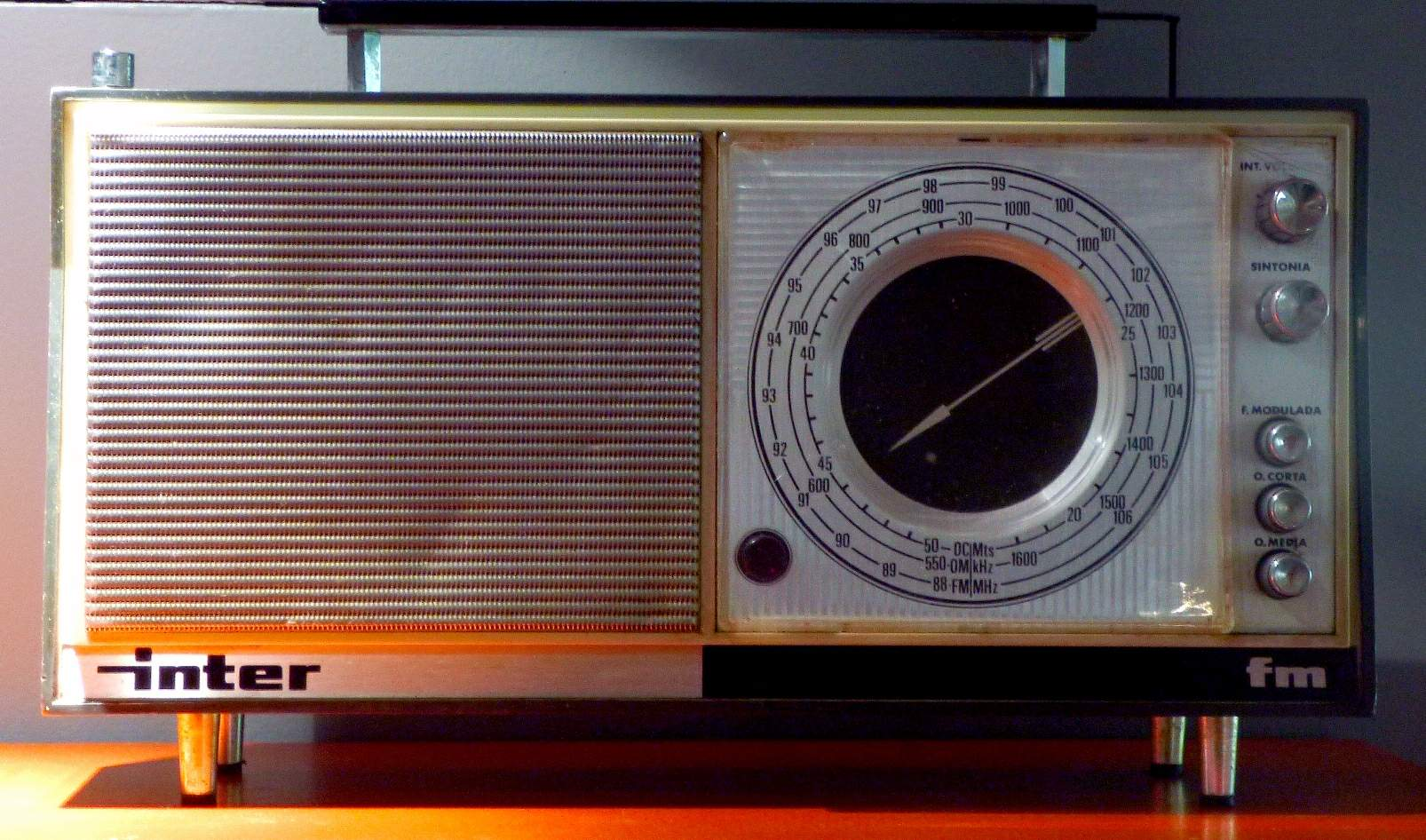
Receptor de Inter, expuesto en la Casa de las Ciencias de Logroño.

Inter fue una empresa española dedicada a la fabricación de aparatos electrónicos.

## Historia
Fundada en la calle Rosellón de Barcelona, el 15 de diciembre de 1948, el primer presidente del consejo de administración y director gerente fue José Gómez Serrano.
Se dedicó principalmente a la fabricación de receptores de radio, pero también tocadiscos, magnetófonos y posteriormente televisores.
En 1972, el jefe de investigación y desarrollo de la compañía Felipe Mor Pérez conoce la Magnavox Odyssey, la primera consola de videojuegos. Fruto de su interés, desarrolla en 1973 una copia modificada de la Odyssey en el que los juegos son seleccionables. Este proyecto fue materializado y comercializado en 1974 en la consola de videojuegos Overkal, siendo tanto la primera consola clónica del mundo, como la primera consola fabricada en Europa.
Fue adquirida en 1978 por la alemana Grundig y continuó fabricando bajo el nombre comercial "Inter-Grundig" hasta principios de los años ochenta cuando cambian a Grundig, desapareciendo el nombre de Inter.

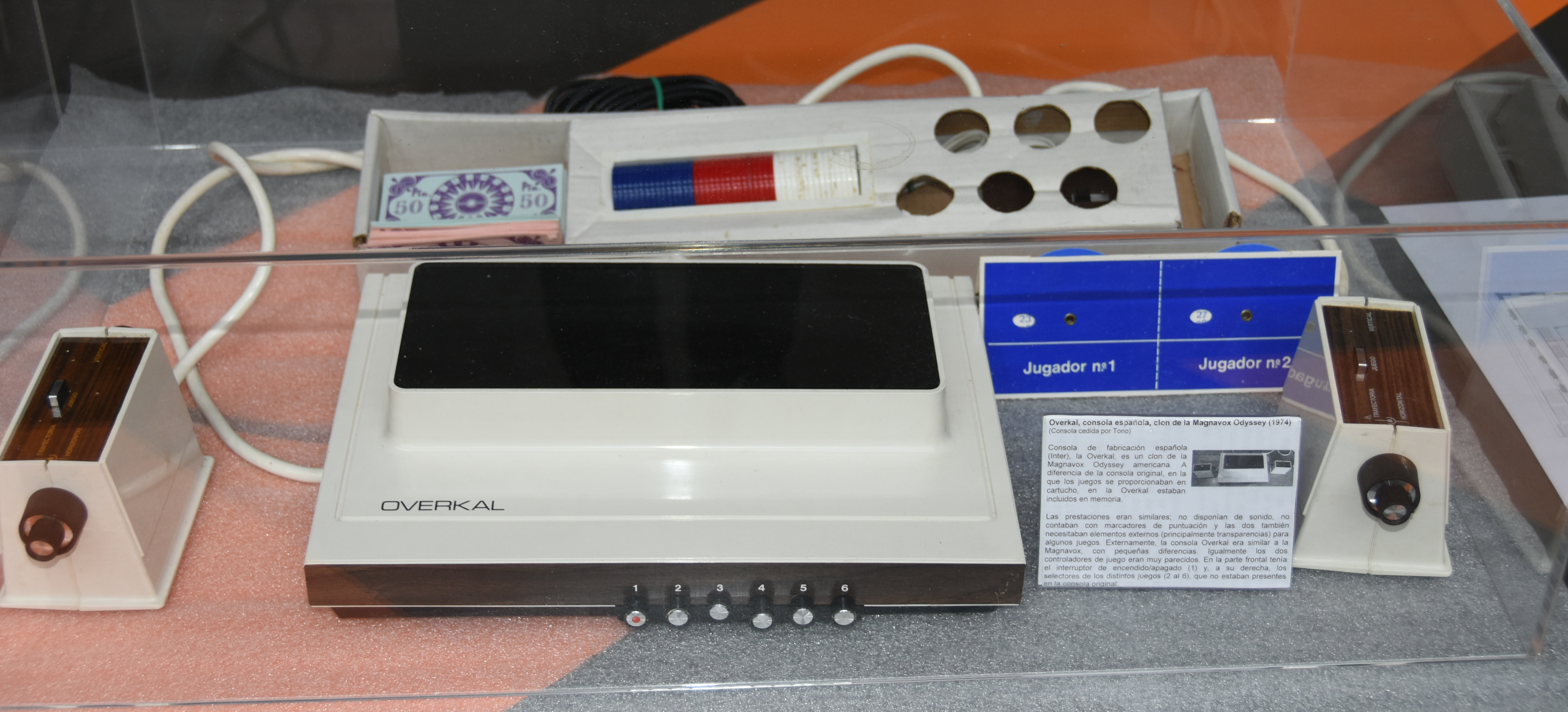
Videoconsola Overkal (1974), clon de la consola Magnavox Odyssey. Probablemente la primera consola europea.